# ۷۳ (میلادی)
۷۳ (میلادی) هفتاد و سومین سال تقویم میلادی است.

## رویدادها
بر اساس مکان
امپراتوری روم
- وسپاسیان و تیتوس به عنوان کنسور رومی منصوب شدند.[۱]
- بهار - فرماندار رومی، لوسیوس فلاویوس سیلوا، ماسادا، آخرین پایگاه شورشیان یهودی پس از پایان جنگ اول یهود و روم (شورش یهود) در سال ۷۰ میلادی را محاصره کرد. ارتش روم (لژیون دهم فرتنسیس) قلعه کوهستانی را با یک دیوار محاصره‌ای به طول ۷ مایل احاطه کرد و در مقابل ورودی غربی، خاکریزی از سنگ و خاک کوبیده ساخت. پس از فتح ارگ، ۹۶۰ نفر از متعصبان به رهبری الیعازر بن یائیر، هنگامی که شکست قریب‌الوقوع شد، خودکشی دسته‌جمعی کردند.[۲]
- پلینی بزرگ به عنوان دادستان در هیسپانیا تاراکوننسیس خدمت می‌کند.
- تیتوس فلاویوس دومیتیانوس کنسول روم شد.
- امپراتور وسپاسیان فتح سرزمین‌های شرق راین علیا و جنوب رود ماین را آغاز کرد. علاوه بر این، او استحکامات دانوب علیا و سفلی را از نو سازماندهی کرد.[۳]

آسیا
- فوریه - سلسله هان چین لشکرکشی بزرگی را علیه شیونگنو آغاز کرد که در نبرد ییولو در واحه کومول با آنها روبرو شدند، نبردی که پیروزی نهایی نظامی هان به رهبری ژنرال دو گو (متوفی ۸۸ میلادی) بود.
- بان چائو (پان چائو)، در رقابت با شیونگنو، با هدف کنترل جاده ابریشم، یک حکومت تحت‌الحمایه چینی را بر پادشاهان لوپ نور و ختن در حوضه تاریم تحمیل می‌کند.

بر اساس موضوع
هنرها و علوم
- مارشال طنزی درباره‌ی «بزدلی نظامی» می‌نویسد.

## زادگان
- تیتوس فلاویوس هیرکانوس، اشراف رومی